# Guaiacum
A Guaiacum a királydinnyefélék (Zygophyllaceae) családjába tartozó fák és cserjék nemzetsége, amely Közép-Amerika trópusi és szubtrópusi régióiból származó fajokat foglal magába. A guaiacum nemzetséghez tartozó fajok a CITES 2. listáján, a veszélyeztetett fajok között vannak felsorolva.

## Fajok
Bővebben: Guajakfa
- Guaiacum angustifolium
- Guaiacum coulteri
- Guaiacum officinale
- Guaiacum sanctum
- Guaiacum unijugum